# خايمي أراسكياتا
خايمي أراسكياتا (بالإسبانية: Jaime Arrascaita)‏ (2 سبتمبر 1993 بلاباز في بوليفيا - ) هو مدرب كرة قدم ولاعب كرة قدم بوليفي في مركز الوسط. شارك مع منتخب بوليفيا لكرة القدم. أما مع النوادي، فقد لعب مع نادي بوليفار.

## روابط خارجية
- خايمي أراسكياتا على موقع قاعدة بيانات كرة القدم.إي يو (الإنجليزية)
- خايمي أراسكياتا على موقع ناشيونال فوتبول تيمز (الإنجليزية)
- خايمي أراسكياتا على موقع Soccerway.com (الإنجليزية)
- خايمي أراسكياتا على موقع AS.com (الإسبانية)